# Heaton-with-Oxcliffe
Heaton-with-Oxcliffe is een civil parish in het bestuurlijke gebied Lancaster, in het Engelse graafschap Lancashire met 2059 inwoners.